# Mustafá IV
Mustafá IV (en árabe: مصطفى رابع Muṣṭafā-yi rābi‘; 8 de septiembre de 1779-15/16 de noviembre de 1808) fue sultán del Imperio otomano, hijo de Abdülhamid I y de Sineperver. Se mantuvo en el poder durante el periodo comprendido entre el 29 de mayo de 1807 y el 28 de julio de 1808, después de que su primo Selim III fuese depuesto por los jenízaros. Abolió muchas de las reformas de Selim III, al que mandó a asesinar posteriormente.
Obtuvo el trono cuando su primo Selim III fue derrocado por los jenízaros en 1807. Selim había tratado de sustituirlos por un nuevo ejército formado según el modelo europeo occidental, lo que suscitó el alzamiento jenízaro. Los amotinados entregaron el trono a Mustafá; Selim quedó confinado en el harén.
El derrocamiento de este no contó con la anuencia unánime de las fuerzas armadas: el bajá de Ruse, Bayraktar Mustafa Bajá, se aprestó a marchar contra la capital Estambul y restaurar a Selim. Cuando su ejército se acercaba a la ciudad en julio de 1808, Mustafá ordenó asesinar a Selim y a Mahmud con la intención de que el enemigo no tuviese pretendientes al trono que pudiesen privarle de él. Selim fue asfixiado con un cordón de seda, pero Mahmud escapó. Las tropas de Bayraktar Mustafa lo proclamaron sultán el 28 de julio y Mustafá fue encerrado donde antes lo había estado Selim. Meses más tarde, el nuevo sultán ordenó estrangular al cautivo Mustafá.
Durante su breve reinado la flota otomana fue derrotada varías veces por los rusos, el 1 de julio en el Monte Athos y 2 de julio en Lemnos.

## Primeros años
Mustafá IV nació el 8 de septiembre de 1779 en Constantinopla. Era hijo del sultán Abdul Hamid I (1774-1789) y de Sineperver sultán.
Tanto él como su hermano, Mahmud II, eran los últimos miembros varones restantes de la Casa de Osman después de su primo, el reformista Sultan Selim III (1789-1807). Por lo tanto, solo ellos eran elegibles para heredar el trono de Selim, por quien fueron tratados favorablemente. Como Mustafá era el mayor, tuvo prioridad sobre su hermano en el trono. Mustafa era el príncipe heredero favorito del sultán Selim III, pero engañó a su primo y cooperó con los rebeldes para tomar su trono. Durante su corto reinado, Mustafa salvaría la vida de su primo, no obstante, después ordenaría su ejecución. 

## Reinado
Mustafa ascendió al trono después de la deposición de su primo, Selim, el 29 de mayo de 1807. Llegó al trono a raíz de los turbulentos acontecimientos que llevaron a la fatwa contra Selim por "introducir entre los musulmanes los modales de los infieles y mostrar la intención de reprimir a los jenízaros". Selim huyó al palacio, donde juró lealtad a su primo como el nuevo sultán, e intentó suicidarse. Mustafá le perdonó la vida rompiendo la copa de veneno que su primo intentaba beber.
El breve reinado de Mustafá fue turbulento. Inmediatamente después de ascender al trono, los jenízaros se amotinaron por toda Constantinopla, saqueando y asesinando a cualquiera que pareciera apoyar a Selim. Más amenazante, sin embargo, fue una tregua firmada con los rusos, que liberó a Mustafa Bayrakdar, un comandante pro-reformista estacionado en el Danubio para marchar su ejército de regreso a Constantinopla en un esfuerzo por restaurar a Selim. Con la ayuda del Gran Visir, estacionado en Adrianópolis, el ejército marchó sobre la capital y se apoderó del palacio.
Sarıbeyzade Aleko, el intérprete de Fenerli Divan-ı Hümayun, fue ejecutado el 11 de septiembre de 1807 porque estaba involucrado en el espionaje de asuntos gubernamentales que no estaban relacionados con su trabajo. Estaba escrito que le daba secretos de estado al enemigo en la etiqueta que colgaba de su cuello. Esta ejecución endureció las relaciones otomano-francesas. El enviado francés Sebastiani protestó por la ejecución de Aleko, que estaba bajo el patrocinio del gobierno yendo a Babıali. Después del acuerdo de alto el fuego firmado con Rusia y la agitación en el ejército de Silistra, las tropas otomanas regresaron a Edirne, que no tenía carácter militar.
Mientras tanto, en Estambul y Edirne, después de un largo invierno, se experimentaron heladas en el centro, escasez de comida y de madera. La situación de las tropas y el cuadro de Edirne era terrible. Se pidió a los soldados que enviaran soldados de los gobernadores provinciales, hasta que solo un número exquisito de soldados había venido de unos pocos lugares cerca de Estambul, como Izmit y Şile. Los manifestantes pro-Nizam-ı Cedid en Anatolia y Çapanoğlu Süleyman Bey, en primer lugar, habían cortado todo tipo de ayuda hacia Estambul.
Tratando de asegurar su posición como el único heredero sobreviviente de Osman, Mustafa ordenó que tanto Selim como su hermano Mahmud fueran asesinados en el Palacio de Topkapı, Constantinopla. Luego ordenó a sus guardias que mostraran el cuerpo de Selim a los rebeldes, y rápidamente lo arrojaron al patio interior del palacio. Mustafa luego ascendió a su trono, asumiendo que Mahmud también estaba muerto, pero el príncipe se había estado escondiendo en el horno de un baño. Así como los rebeldes exigieron que Mustafa "cediera su lugar a un digno", Mahmud se reveló y Mustafa fue depuesto. El fracaso de su corto reinado impidió los esfuerzos para deshacer las reformas, que continuaron bajo Mahmud.

## Muerte
Mustafa fue asesinado más tarde por orden de Mahmud el 16 de noviembre de 1808, sin dejar herederos al trono y fue enterrado en el mausoleo de su padre.

## Familia
Consortes
- Şevkinur Kadın (fallecido en 1812, enterrado en la tumba de Abdul Hamid I,Estambul), consorte mayor;[12][13]
- Seyyare Kadın (muerto en 1818, enterrado en la tumba de Abdul Hamid I, Estambul), segundo consorte;[12][13]
- Tercera consorte sin nombre, que estaba embarazada en agosto de 1808;[14]
- Ikbal, que estaba embarazada en agosto de 1808;[14]

Hijos
- Emine Sultan (10 de mayo de 1809[14]–agosto-septiembre de 1809, enterrado en la tumba de Abdul Hamid I);[15]